# Tipula (Sinotipula) lithostrota
Tipula (Sinotipula) lithostrota is een tweevleugelige uit de familie langpootmuggen (Tipulidae). De soort komt voor in het Oriëntaals gebied.